# Пятыхин, Иван Гаврилович
Иван Гаврилович Пятыхин (12 (25) октября 1904 — 22 мая 1971) — советский лётчик бомбардировочной авиации, военачальник. Участник конфликта на Китайско-Восточной железной дороге, Советско-финской и Великой Отечественной войн. Герой Советского Союза (1940). Генерал-лейтенант авиации (1944).

## Биография
Иван Гаврилович Пятыхин родился 12 (25) октября 1904 года в станице Попасная Купянского уезда Харьковской губернии Российской империи (ныне село Попасное Изюмского района Харьковской области Украины) в семье рабочего. Русский. Окончил среднюю школу № 41 в Харькове.
В рядах Рабоче-крестьянской Красной Армии с 1922 года. Служил в кавалерии, командовал кавалерийским взводом в 36-й Забайкальской стрелковой дивизии, затем в 5-й отдельной Кубанской кавалерийской бригаде. В 1925 году окончил 27-ю Иваново-Вознесенскую пехотную школу комсостава имени М. В. Фрунзе.
В июне 1929 года И. Г. Пятыхина перевели в Рабоче-крестьянский Воздушный Флот. После стажировки по специальности лётчик-наблюдатель Иван Гаврилович был направлен лётчиком-наблюдателем в 25-й отдельный авиаотряд ВВС Особой Дальневосточной армией. Во второй половине 1929 года он принимал участие в вооружённом конфликте на Китайско-Восточной железной дороге в составе 25-го отдельного авиационного отряда.
В 1930 году И. Г. Пятыхин окончил 3-ю военную авиационную школу лётчиков и лётнабов имени К. Е. Ворошилова в Оренбурге. Службу продолжил на Дальнем Востоке в составе 26-й отдельной легкобомбардировочной авиационной эскадрильи. В марте 1932 года его назначили на должность помощника начальника штаба, затем начальника штаба 69-го отдельного разведывательного авиационного отряда. Весной 1934 году Иван Гаврилович окончил Хабаровскую военную авиационную школу лётчиков и в марте был назначен на должность командира 2-го отдельного авиационного отряда. С января 1935 года он уже командует 35-й крейсерской авиационной эскадрильей 18-й тяжёлой бомбардировочной бригады.
После окончания в 1937 году Высшей лётно-тактической школы ВВС в Липецке, майор И. Г. Пятыхин направлен в Ленинградский военный округ и 10 ноября 1937 года назначен на должность командира 58-го скоростного бомбардировочного полка 2-й смешанной авиационной дивизии. С 9 сентября 1938 года Иван Гаврилович командовал 15-й тяжёлой бомбардировочной авиационной бригадой, которая к началу Зимней войны была преобразована в 15-ю скоростную бомбардировочную авиационную бригаду.
В Советско-финской войне 1939—1940 годов полковник И. Г. Пятыхин участвовал с первых дней. За время ведения боевых действий его бригада, входившая в состав ВВС 13-й армии Северо-Западного фронта, совершила 1704 боевых самолёто-вылетов, проведя в воздухе 7136 часов. В результате налётов бригады на Выборг, Кексгольм (Приозерск), Сортавала и военную базу на острове Валаам противнику был нанесён значительный урон. Иван Гаврилович неоднократно лично водил бригаду в бой, совершив за время войны 25 боевых вылетов. 7 апреля 1940 года полковнику Пятыхину Ивану Гавриловичу указом Президиума Верховного Совета СССР было присвоено звание Героя Советского Союза.
После окончания Зимней войны Иван Гаврилович с апреля по июнь 1940 года командовал Военно-воздушными силами 14-й армии Ленинградского военного округа. 4 июня 1940 года ему было присвоено звание генерал-майора, после чего его перевели в Прибалтийский особый военный округ, где он принял командование сначала 1-й смешанной авиационной дивизией, а затем 4-й смешанной авиационной дивизией. В марте 1941 года он возглавил 75-ю смешанную авиационную дивизию.
В первые часы войны материальная база дивизии, которой командовал генерал-майор Пятыхин, была практически уничтожена. Иван Гаврилович был отозван с Северо-Западного фронта и назначен командующим ВВС сначала Орловского, а с августа 1941 года Южно-Уральского военных округов. В июле 1942 года генерал-майор И. Г. Пятыхин участвовал в формировании 15-й воздушной армии и 22 июля 1942 года был назначен её командующим.

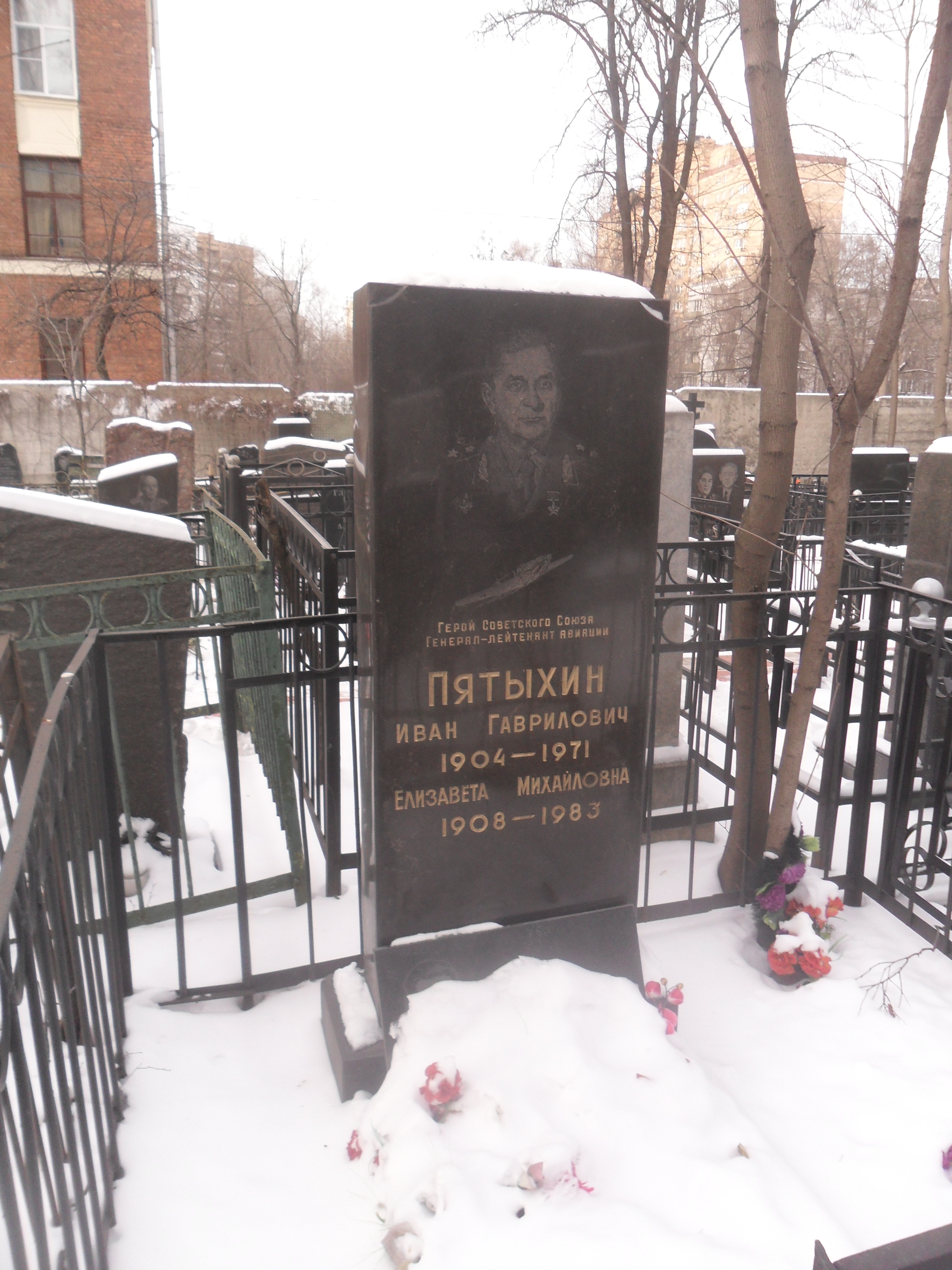
Могила Пятыхина на Введенском кладбище Москвы

15-я воздушная армия была сформирована 29 июля 1942 года в составе Брянского фронта. В неё вошли 286-я истребительная, 225-я штурмовая и 284-я бомбардировочная авиационные дивизии и три отдельных авиаполка. В боях с немецко-фашистскими захватчиками подразделения армии участвовали с 10 августа 1942 года. В первый день боёв они нанесли удары по противнику в районе населённых пунктов Ивановка, Ильиновка и Спасское. В тот же день на аэродроме Курска разведка армии обнаружила более 100 Ю-88 и Ме-109, половина из которых была уничтожена на земле в результате последовавшего налёта небольшой группы из 7 Ил-2 и 15 ЛаГГ-3. За несколько дней армия совершила 1240 боевых вылетов, из них на разведку — 126, бомбардировку — 362, штурмовые действия — 134, на прикрытие войск — 325 и на сопровождение — 293. Лётчики уничтожили танков — 80, автомашин — 225. В 43 воздушных боях сбито 49 вражеских самолётов.
В дальнейшем 15-я воздушная армия поддерживала войска Брянского фронта в оборонительных сражениях под Воронежем, участвовала в ликвидации немецкого плацдарма на левом берегу Дона. Зимой 1943 года подразделения 15-й воздушной армии принимали участие в Воронежско-Касторненской операции, во многом определив её успех. Командующий 13-й армией Брянского фронта генерал-лейтенант Н. П. Пухов высоко оценивал действия 286-й ночной бомбардировочной дивизии, а лётчикам-истребителям и штурмовикам 15-й воздушной армии, принимавшим участие в боях по освобождению Касторное 27—28 января 1943 года, за мужество и отвагу, проявленные в воздушных боях и штурмовках, объявлена благодарность Военного совета Брянского фронта.
В мае 1943 года Иван Гаврилович был переведён на должность заместителя командующего 1-й воздушной армией и принял участие в Смоленской операции Западного фронта. За умелое руководство подразделениями на смоленском и рославльском направлениях, за достигнутые в ходе операции успехи и освобождение городов Смоленск и Рославль генерал-майор И. Г. Пятыхин был награждён орденом Кутузова 2 степени.
В ноябре 1943 года Иван Гаврилович был назначен командующим ВВС Харьковского военного округа. 11 мая 1944 года ему было присвоено звание генерал-лейтенанта авиации. С марта по июль 1946 года он занимал должность командующего ВВС Киевского военного округа, а с июля 1946 года командовал ВВС Архангельского военного округа. В мае 1947 года генерал-лейтенант И. Г. Пятыхин был переведён в Туркестанский военный округ и назначен на должность помощника командующего 6-й воздушной армией по строевой части. В этой должности Иван Гаврилович служил до увольнения в запас в октябре 1948 года.
После увольнения из армии И. Г. Пятыхин жил в городе-герое Москве. Скончался Иван Гаврилович 22 мая 1971 года. Похоронен в Москве на Введенском кладбище (29 уч.).

## Награды
- Медаль «Золотая Звезда» (07.04.1940);
- два ордена Ленина (07.04.1940; 06.11.1947);
- три ордена Красного Знамени (15.01.1940; 17.06.1943; 03.11.1944);
- орден Кутузова 2 степени (28.09.1943);
- медали, в том числе:
  - медаль «За боевые заслуги» (28.10.1967);
- орден Республики Тувинской Народной Республики (09.03.1943).

## Память
- Мемориальная доска в честь Героя Советского Союза И. Г. Пятыхина установлена на фасаде школы № 41 в Харькове.

## Документы
- Общедоступный электронный банк документов «Подвиг Народа в Великой Отечественной войне 1941—1945 гг.» Дата обращения: 20 мая 2012. Архивировано из оригинала 13 марта 2012 года.

Представление к званию Героя Советского Союза. Дата обращения: 20 мая 2012. Архивировано 22 сентября 2012 года.
Орден Красного Знамени (наградной лист и список награждённых указом ПВС СССР от 17.06.1943). Дата обращения: 20 мая 2012. Архивировано 22 сентября 2012 года.
Указ ПВС СССР о награждении орденом Кутузова 2-й степени. Дата обращения: 20 мая 2012. Архивировано 22 сентября 2012 года.